# Salem Al-Jehani
Salem Al-Jehani (ar. سالم الجهاني) – libijski piłkarz grający na pozycji pomocnika. W swojej karierze grał w reprezentacji Libii.

## Kariera reprezentacyjna
W 1982 roku Al-Jehani został powołany do reprezentacji Libii na Puchar Narodów Afryki 1982. Był na nim rezerwowym i nie rozegrał żadnego spotkania. Z Libią wywalczył wicemistrzostwo Afryki.